# سنگوته
سنگوته (به انگلیسی: Sangota) یک منطقهٔ مسکونی در پاکستان است که در سوات، پاکستان واقع شده‌است. سنگوته ۱٬۱۲۰ متر بالاتر از سطح دریا واقع شده‌است.